# Taide (personaggio)
Taide è un personaggio della commedia dell'Eunuchus di Terenzio, citata anche da Cicerone, da Dante Alighieri nonché da Jorge Luis Borges (nell'opera intitolata L'Aleph, nel racconto Lo Zahir).

## In letteratura
Nell'Eunuchus ella era una prostituta amante del soldato Trasone.
Nella prima scena del III atto il soldato chiede al mezzano della donna, Gnatone, se ella avesse gradito il dono di una schiava. Alla domanda se Taide lo ringraziasse molto, ha in risposta "Ingentes" cioè "moltissimo".
Questo episodio venne ripreso da Cicerone nel De amicitia, indicandolo come un palese esempio di adulazione, poiché alla domanda alla quale bastava rispondere con un sì venne data una risposta spropositata.
Dante prese questo passo di Cicerone come fonte per descrivere Taide nell'Inferno (XVIII, vv. 129-135) fraintendendo il senso del discorso e attribuendo a Taide stessa la frase adulatoria. L'equivoco in cui incorre il poeta ha dimostrato con esattezza la fonte dantesca. Infatti, nella scarna citazione ciceroniana, il nominativo (Taide mi ringrazia molto vero?) poteva essere scambiato per un vocativo (O Taide, mi ringrazi molto vero?). L'indicazione della donna quale una "puttana", che non si rinviene nel passo ciceroniano, Dante può averla attinta dalla lettura del Liber Aesopi. In questo senso il poeta fiorentino riprende abbastanza pedissequamente l'esempio ciceroniano di adulazione.
Il linguaggio usato nell'episodio di Taide è tra i più bassi della Commedia, con parolacce, termini rozzi e parole popolaresche o dialettali, che tutto sommato il poeta riesce a trasformare in una poesia di grande vitalità, che ben si adatta ai peccatori "animaleschi" del girone dei fraudolenti.
(130-135)
Taide è la prima peccatrice donna citata dal II cerchio (dopo Francesca da Rimini) ed è inoltre l'unica prostituta dell'Inferno dantesco, punita però non tra i lussuriosi ma tra gli adulatori. Altre figure femminili si trovano, oltre alla schiera di Didone tra i lussuriosi (Cleopatra, Semiramide...), nel successivo cerchio degli indovini (Manto).
Inoltre il personaggio compare nel testo di letteratura elementare Liber Aesopi di Gualtiero Anglico, nel racconto Taide e il giovane, con cui i ragazzi erano messi in guardia sui pericoli dell'adulazione. Questo indica la popolarità del personaggio all'età di Dante.